# Mesoceration tabulare
Mesoceration tabulare är en skalbaggsart som beskrevs av Perkins 2008. Mesoceration tabulare ingår i släktet Mesoceration och familjen vattenbrynsbaggar. Inga underarter finns listade i Catalogue of Life.